# Martynas Zigmantavičius
Martynas Zigmantavičius (Kaunas, Lituania, 4 de junio de 1996), es un baloncestista lituano que juega en la posición de base. Actualmente se encuentra sin equipo. 

## Carrera deportiva
Es un jugador formado en la cantera del KTU Kaunas de su ciudad natal, del que formó parte durante tres temporadas, llegando a jugar en la Nacionalinė krepšinio lyga, en la segunda división de su país durante la temporada 2017-18.
En 2018, firma por el BC Sūduva de la Nacionalinė krepšinio lyga, donde jugaría durante dos temporadas y media.
En la temporada 2020-21, firma por el KK Alytaus Dzūkija con el que debuta en la Lietuvos Krepšinio Lyga y en el que permanece durante dos temporadas.
En la temporada 2022-23, firma por el KK Pieno žvaigždės de la Lietuvos Krepšinio Lyga.
En la temporada 2023-24, firma por el LSU-Atletas de la Nacionalinė krepšinio lyga.
El 26 de diciembre de 2023, firma por el Real Valladolid Baloncesto de la LEB Oro, para cubrir la baja por lesión de Mike Torres.